# Департамент полиции и погранохраны (Эстония)
Поли́ция Эсто́нии (эст. Eesti Politsei), c 1992 года Госуда́рственный департа́мент поли́ции Эсто́нской Респу́блики (эст. Eesti Vabariigi Riiklik Politseiamet), с 2010 года объеденён с пограничной охраной и стал Департа́ментом поли́ции и пограни́чной охра́ны Эсто́нии (эст. Eesti Politsei- ja Piirivalveamet) — орган исполнительной власти и правопорядка. 

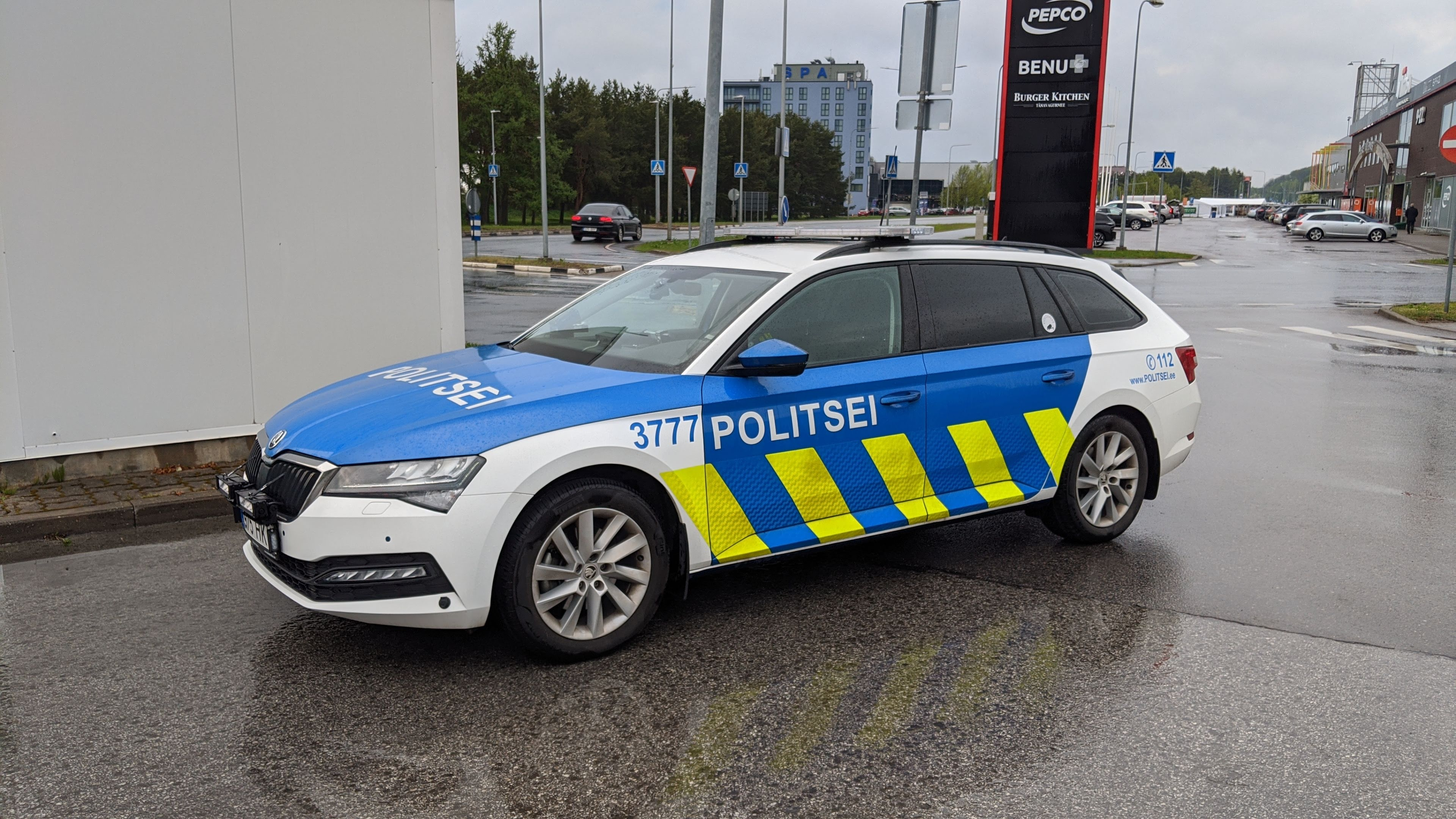
Патрульный автомобиль полиции в 2023 году

Полиция Эстонии создана 12 (25) ноября 1918 и вновь возобновила работу в 1991 году после восстановления независимости Эстонии.

## История
До 1917 года функции правопорядка на территории Эстонии выполняла полиция Российской империи.
Независимая полиция Эстонии была образована 12 ноября 1918 года. Криминальная полиция была основана 5 января 1920 года, а полиция безопасности (политическая полиция с 1925 года) — 12 апреля 1920 года. Полиция состояла из трёх отделов: иностранного, уголовного и политического. В первые годы каждый из них имел своё главное управление, но в 1924 г. полицейское управление было объединено в Главное управление. Более поздние названия Главного управления полиции были Полицейское управление и Полицейская служба.
В 1918–1925 годах уезды вместе с уездным городом образовывали полицейский округ (управление полиции). 1 января 1926 г. были созданы префектуры полиции. В результате нескольких реорганизаций к лету 1940 г. образовалось девять префектур: Таллин-Харью, Тарту-Валга, Вильянди-Пярну, Петсери-Выру, Сааре, Ляэне, Виру-Ярва, Нарва, и префектура на железной дороге. С января 1926 г. по август 1940 г. в постовой полиции использовались следующие наименования должностей: префект, помощник префекта, комиссар, помощник комиссара, констебль, субконстебль, старший постовой, постовой, в криминальной и политической полиции соответственно комиссар, помощник комиссара, старший помощник, ассистент, старший агент, агент. В 1938 году насчитывалось 1800 полицейских, всего трое из них - женщины-полицейские. Две женщины работали в криминальной полиции, а третья — в политической полиции.
Полицейское образование в 1925-1940 годах давала Полицейская школа, которая располагалась в Таллине по адресу улица Лай, 48. Школу окончили 1300 студентов. Процент преступлений, раскрываемых криминальной полицией, не опускался ниже 60 процентов с 1923 года. В первый период независимости 29 полицейских погибли при исполнении своих обязанностей. 17 июня 1940 года СССР присоединил Эстонию. Полиция, как институт, была ликвидирована. Функции правоохранительных органов перешли к советской милиции. Почти всё высшее руководство погибло в лагерях ГУЛАГа, часть рядовых полицейских вернулись на родину.
20 сентября 1990 года Рийгикогу принял «Закон о полиции». В последовавший период  до полного признания независимости Эстонии произошло расформирование местных отделений советской милиции. 1 марта 1991 года эстонская полиция была восстановлена как преемница полиции Эстонии Первой Республики и передана в подчинение МВД Эстонии. Восстановленная эстонская полиция в соответствии со своими задачами была разделена на оперативную, дорожную, уголовную и уголовно-следственную полицию, которой руководил Департамент полиции. В 1993 году был создан Департамент полиции безопасности. В ноябре 1990 года было создано 19 префектур полиции, в 1991 году были упразднены Кохтла-Ярвеская префектура полиции и Силламяэская префектура полиции, замененная Ида-Вируской префектурой полиции, а в 1994 году префектура железнодорожной полиции была объединена с региональными префектурами.
В 2010 году полиция объединена с пограничной охраной в единое ведомство.

### Специальные операции полиции
В 2007 году значительное количество полицейских участвовали в подавлении беспорядкой связанных с переносом Бронзового солдата с холма Тынисмяги.
В 2011 году сотрудники полиции участвовали в ликвидации террориста, атаковавшего здание Министерства обороны Эстонии.

### Обвинения в коррупции
21 марта 2023 года в связи с подозрением в мошенничестве, предъявленным КАПО в тот же день, был отстранён от должности генеральный директор полиции Эльмар Вахер (эст. Elmar Vaher).
По версии следствия, весной 2019 года чиновник Ээрик Хелдна был фиктивно трудоустроен в Департамент полиции и пограничной охраны, но в то же самое время по документам он был временно переведен в Силы обороны, где фактически и так уже работал один год. По версии следствия, это было сделано из-за того, что Хелдна не хватало около двух лет до достижения 25-летнего стажа работы в качестве полицейского, который даёт право на получение пожизненной пенсии. Для получения необходимого стажа, считает следствие, он обратился за содействием к Вахеру, который якобы и помог ему в этом вопросе. Сам Эльмар Вахер позднее дал интервью ERR, в котором заявил, что считает, что в данном случае Департамент полиции действовал правильно. Исполняющим обязанности директора был назначен Эгерт Беличев (эст. Egert Belitšev).

### Гибель сотрудников
После восстановления независимости Эстонии, первым погибшим при исполнении служебных обязанностей полицейским в 1991 году был Юллар Меома. Всего, до 2022 года включительно, погибли 25 стоявших на защите интересов государства сотрудников правоохранительных органов. Среди них была одна женщина - констебль Юлия Горбачёва.

## Структура

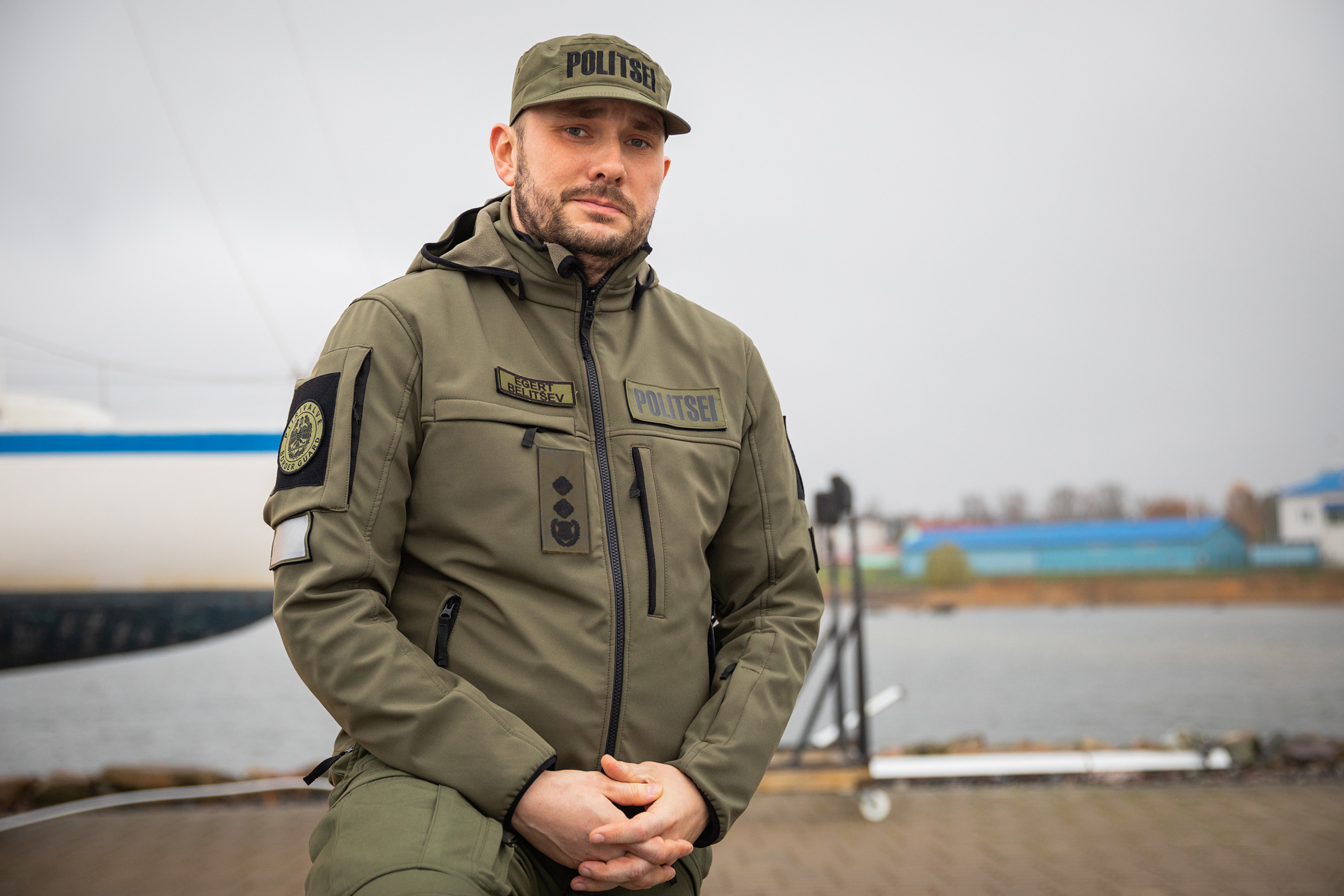
Генеральный директор полиции Эгерт Беличев

Департамент полиции и погранохраны является центральным органом, отвечающим за управление и координацию действиями полицейских подразделений в стране. Руководителем эстонской полиции является генеральный директор департамента.
Полиция Эстонии имеет три подразделения: Центральная криминальная полиция, Центральная полиция правоприменения и Центр судмедэкспертов полиции. В Эстонии есть 4 территориальных отделения полиции, которые называются префектурами; их возглавляют префекты: это префектуры Ида (рус. восточная), Лыуна (рус. южная), Ляэне (рус. западная) и Пыхья (рус. северная).
Полиция подчиняется министру внутренних дел Эстонии, который управляет, помимо эстонской полиции, пограничной охраной, Полицией безопасности  и спасательной службой Эстонии. Глава МВД также управляет Инспекцией по защите данных и Академией внутренней безопасности, где проходят обучение будущие сотрудники полиции.
3 мая 2023 года подполковник полиции Эгерт Беличев(эст. Egert Belitšev) приступил к исполнению обязанностей генерального директора Департамента полиции и пограничной охраны.

## Специальные подразделения

Эмблема спецподразделения «K-Komando»

### Подразделение «K-Komando»
В составе эстонской полиции в 1991 году было создано подразделение «K-Komando». Оно использует лёгкое вооружение армейского типа и специальные тактики в операциях с высоким риском, в которых требуются способности и навыки, выходящие за рамки возможностей обычных полицейских. Подразделение действует под командованием Центральной криминальной полиции Эстонии(эст. Keskkriminaalpolitsei).

## Помощники полицейских

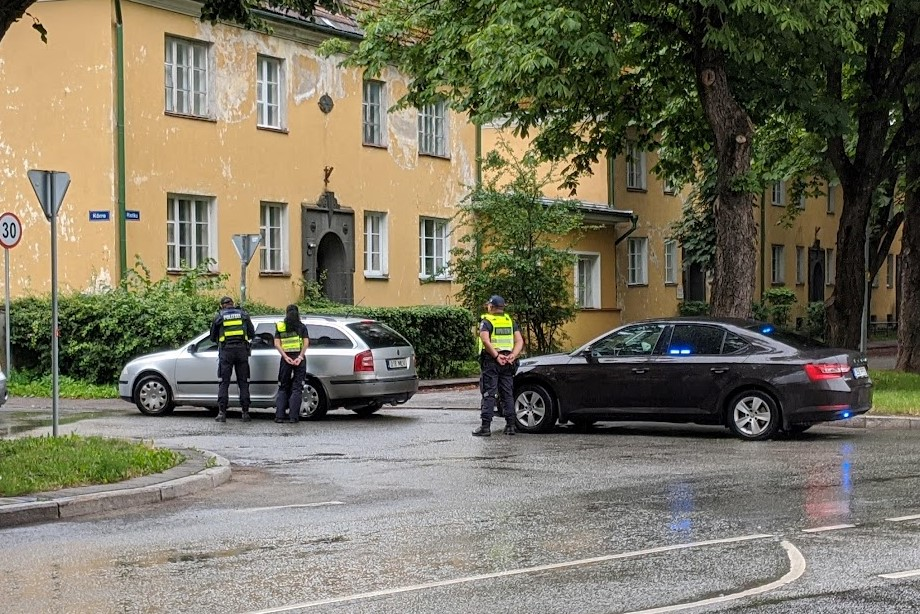
Немаркированный автомобиль полиции, офицер(крайний слева) и двое помощников полицейских

Вспомогательный полицейский или помощник полицейских(эст. abipolitseinik) – это лицо, добровольно участвующее в различных полицейских мероприятиях в свободное от работы время на основании и в соответствии с законом, без получения за это оплаты. Вспомогательный офицер полиции не является сотрудником полиции, но должен следовать принципам, изложенным в кодексе этики для должностных лиц. В компетенцию вспомогательного сотрудника полиции входит оказание помощи полиции в предупреждении, выявлении и пресечении угроз общественному порядку, а также в устранении нарушений общественного порядка. Помимо патрулирования, вспомогательные полицейские участвуют в различных областях, таких как превентивная деятельность, деятельность уголовной полиции, пограничная охрана, работа региональной полиции, надзор за дорожным движением, миграционный надзор, проведение тренингов и прочее.
В 2023 году в Эстонии насчитывалось 1114 помощников полицейских. Ожидается, что к концу 2023 года количество помощников полицейских увеличится до 1300, а к 2030 году - до 3000 человек.

## Снаряжение Полиции

### Оружие и защита
Из средств защиты эстонским полицейским полагаются защитные шлемы и пуленепробиваемые бронежилеты, а также огнестойкая одежда и дыхательная маска для защиты от едких веществ. В спецоперациях полицейские нередко используют служебных собак, в некоторых случаях ими используются специальное звуковое и световое оборудование для нейтрализации подозреваемых лиц или преступников, но при этом не наносящее прямого ущерба здоровью.
Служебным оружием эстонской полиции изначально являлся бельгийский пистолет FN Browning 1910 до 1940-х годов, позднее его заменил в милиции Эстонской ССР пистолет Макарова. В настоящее время полиция использует пистолеты марок Glock, Sig Sauer и Walther.

### Автотранспорт
Милиция Эстонской ССР использовала в качестве служебных автомобилей различные модели «Жигулей». После восстановления независимости Эстонии некоторые автомобили ВАЗ и УАЗ оставались в распоряжении полиции, однако активизировались закупки зарубежных автомобилей. Так, в 1994 году были закуплены сто автомобилей Suzuki Vitara и 25 машин Mazda 626. До 2004 года закупались автомобили Opel, Mazda, Volkswagen, Ford и Mercedes-Benz, позже полицией стали закупаться Subaru Impreza. В 2006 году полиция получила 42 микроавтобуса Volkswagen Transporter, шесть внедорожников Suzuki Grand Vitara, 38 автомобилей Nissan Primera и ещё 7 Toyota Corolla. В 2007 году в распоряжение полиции поступили 129 новых автомобилей, в том числе Škoda Octavia и минивэны Fiat Doblò. В апреле 2008 года было объявлено о закупке ещё 217 автомобилей, в начале 2009 года полиция получила ещё почти 100 новых Škoda Superb. С 2010 года в распоряжении полиции есть новые микроавтобусы Volkswagen Transporter, обновлённые легковые автомобили Škoda Octavia и Škoda Superb, а также два новых Volkswagen Transporter Combi. С 2018 года полиция использует также легковые автомобили Volkswagen Golf в кузове универсал, а также автомобили Volkswagen Amarok и Volkswagen Tiguan
Мотоциклы на службе эстонской полиции появились в 1997 году благодаря подарку Эккехарда Виенхольца, министра внутренних дел федеральной земли Шлезвиг-Гольштейн (Германия): он пожертвовал два мотоцикла в помощь полицейским патрулям Пярну, которые можно было использовать и для подготовки курсантов полиции. Это были мотоциклы марки BMW массой по 200 кг каждый, с 5-ступенчатой коробкой передач и объёмом двигателя 650 см³. Недостаток финансирования не позволял закупить достаточно мотоциклов: около 10 мотоциклов Jawa использовались только для сопровождения персон. С весны 2001 года полицией стал использоваться специально оборудованный мотоцикл BMW R 850 R, в 2003 году в мотопарк поступил и мотоцикл BMW R 1100 S. В 2008 году префектуре Пыхья (северная) предоставили пять полицейских мотоциклов: два Honda и три Suzuki, у префектуры Ида (восточная) также есть два мотоцикла.
Также полиция Пярну использует пять мотороллеров (один марки Kilingi-Nõmmel), специальные самокаты есть у полицейских отделений Тарту, Валга и Вильянди для обеспечения правопорядка в парках и зонах отдыха. Префектура Ида оснащена 8 мотороллерами. Полицией Эстонии используются также велосипеды и лодки: 4 мая 2005 года на службе полиции Пярну появилась моторная лодка Bella 561 HT, через год появилась и лодка Bella 572 C.
С февраля 2017 года эстонская полиция стала применять новые схемы расцветки полицейских авто, с добавлением светоотражающих полос жёлтого цвета.
В сентрябе 2022 года на службу в полицию поступили пикапы Mercedes-Benz X-сlass.
В сентябре 2022 года на службу в полицию поступили первые электромобили Volkswagen ID4 GTX.
В ноябре 2022 года на службу в полицию поступили 19 кроссоверов SEAT Tarraco.
В Эстонии, помимо обычных патрульных машин, используются также немаркированные автомобили полиции(эст. Eravärvides politseiautod). Как правило, это черная Škoda с тонированными стёклами. Также, государство планирует доплачивать гражданам, чьи автомобили похожи на немаркированные автомобили полиции. По состоянию на 2018 год, каждый пятый полицейский автомобиль в Эстонии является немаркированным.
Для специальных задач (подразделением «K-Komando») в эстонской полиции используются броневик Gurkha (на базе Ford F-550) и водомёт CVT-6000 (на базе Mercedes-Benz Actros 2032 A 4x4).

### Авиация
Группа авиации полиции и погранохраны эксплуатирует как самолёты так и вертолеты. Авиационная группа полиции и погранохраны (эст. Politsei-ja piirivalveameti lennusalk) — это смешанное вертолетное и авиационное летное подразделение, ранее действовавшее в составе Пограничной службы Эстонии, но теперь подчиняющееся Департаменту полиции и пограничной охраны . Отряд является поисково-спасательным подразделением быстрого реагирования, которое также осуществляет санитарно-транспортные и пограничные патрульные операции. В общей сложности в пользовании находится три вертолета и два самолета.  Один из самолетов оборудован для морского патрулирования и обнаружения загрязнений.

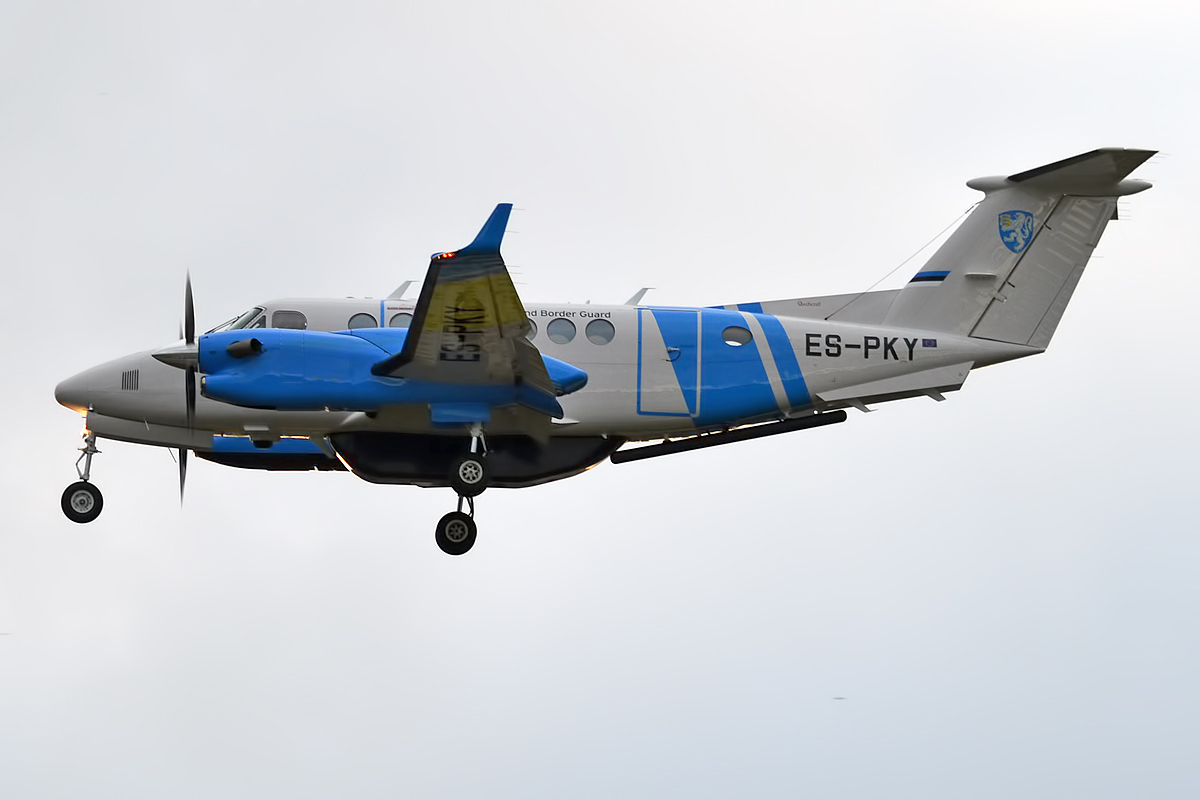
Beechcraft Super King Air 350ER, 1 шт.
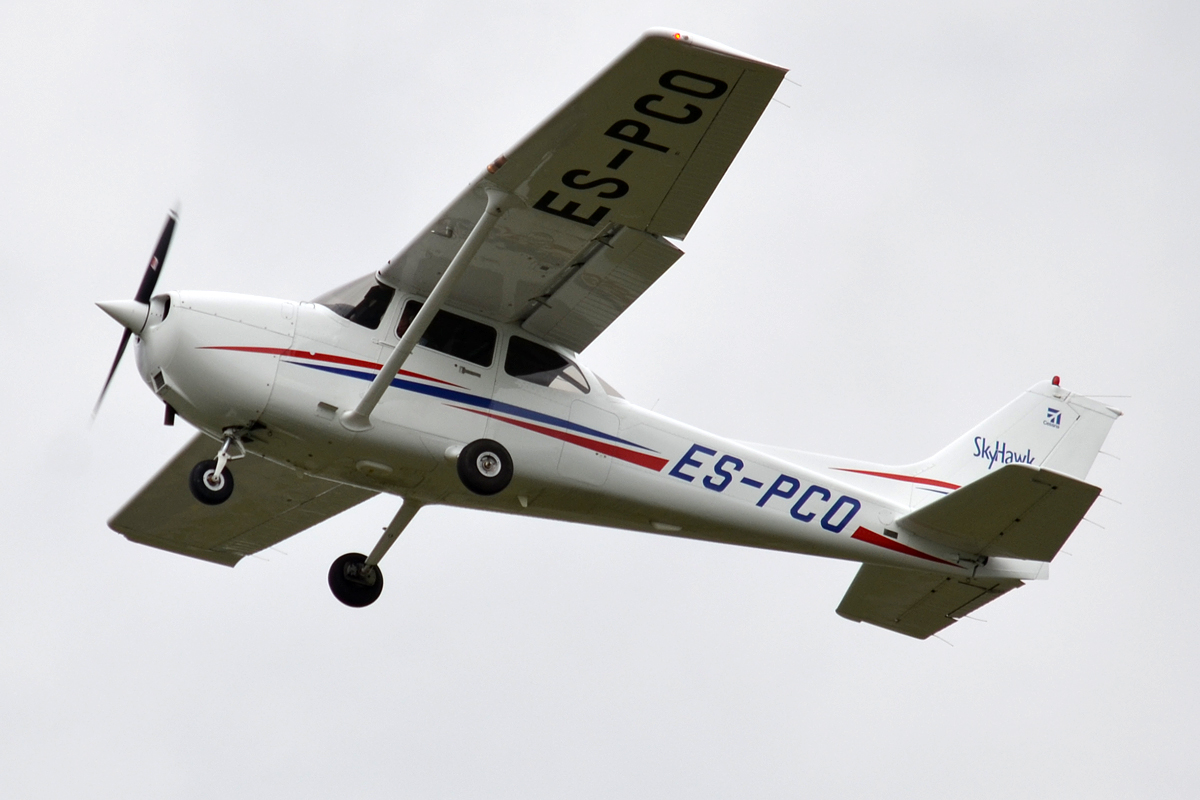
Cessna 172R, 1 шт.
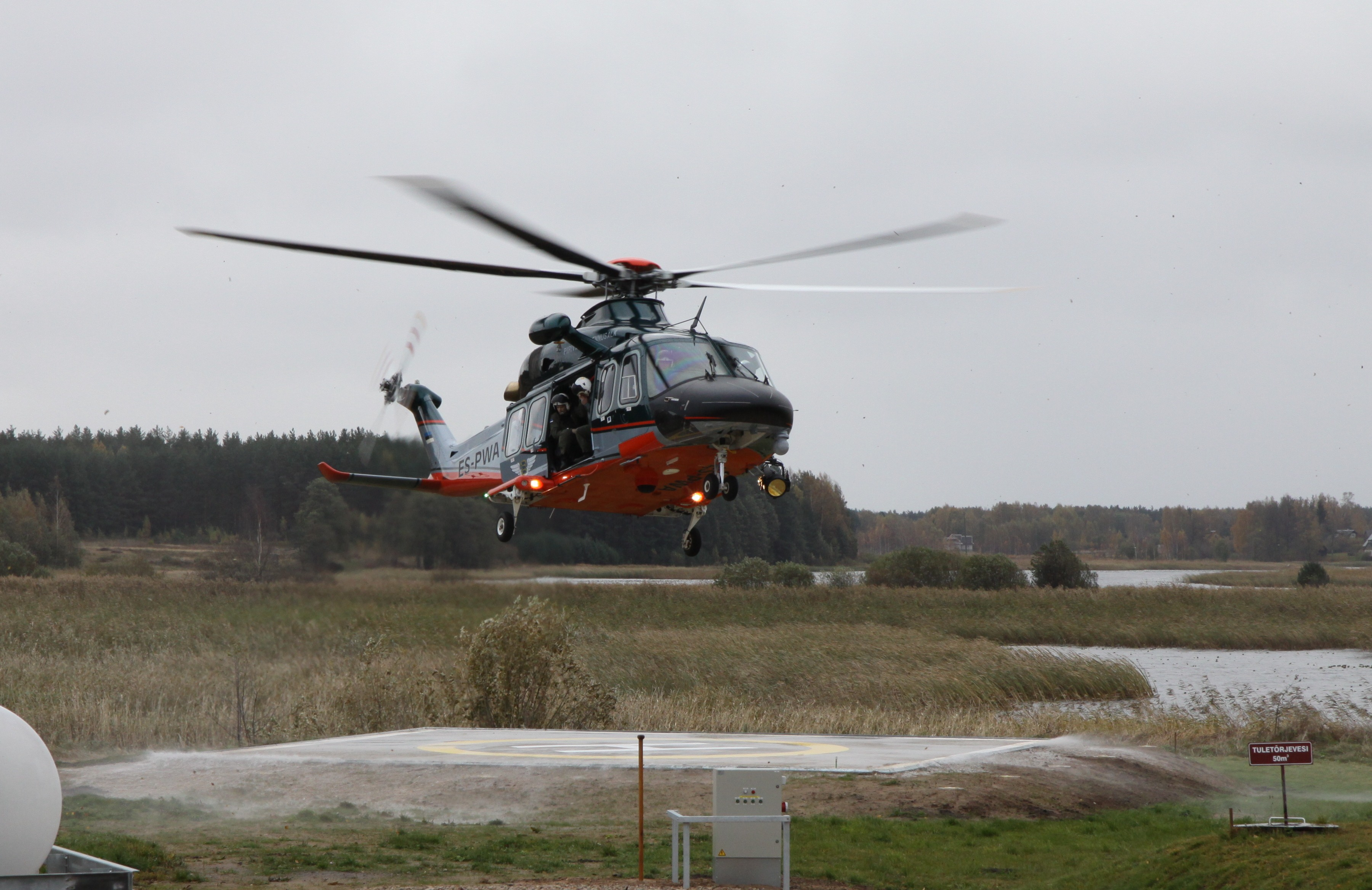
AgustaWestland AW139, 3 шт.

### Флот
В 2023 году военно-морской флот был объединен с ВМС Эстонии. В результате Департамент полиции и погранохраны эксплуатирует только малые суда(катера).

## Знаки различия
| Младший состав    | Младший состав | Младший состав    | Младший состав    | Средний состав | Средний состав   | Средний состав | Средний состав |
| ----------------- | -------------- | ----------------- | ----------------- | -------------- | ---------------- | -------------- | -------------- |
|                   |                |                   |                   |                |                  |                |                |
| Младший констебль | Констебль      | Старший констебль | Главный констебль | Комиссар       | Старший комиссар | Лейтенант      | Капитан        |

| Старший состав | Старший состав | Старший состав | Высший состав      | Высший состав |
| -------------- | -------------- | -------------- | ------------------ | ------------- |
|                |                |                |                    |               |
| Майор          | Подполковник   | Полковник      | Генерал- инспектор | Генерал       |

## Галерея

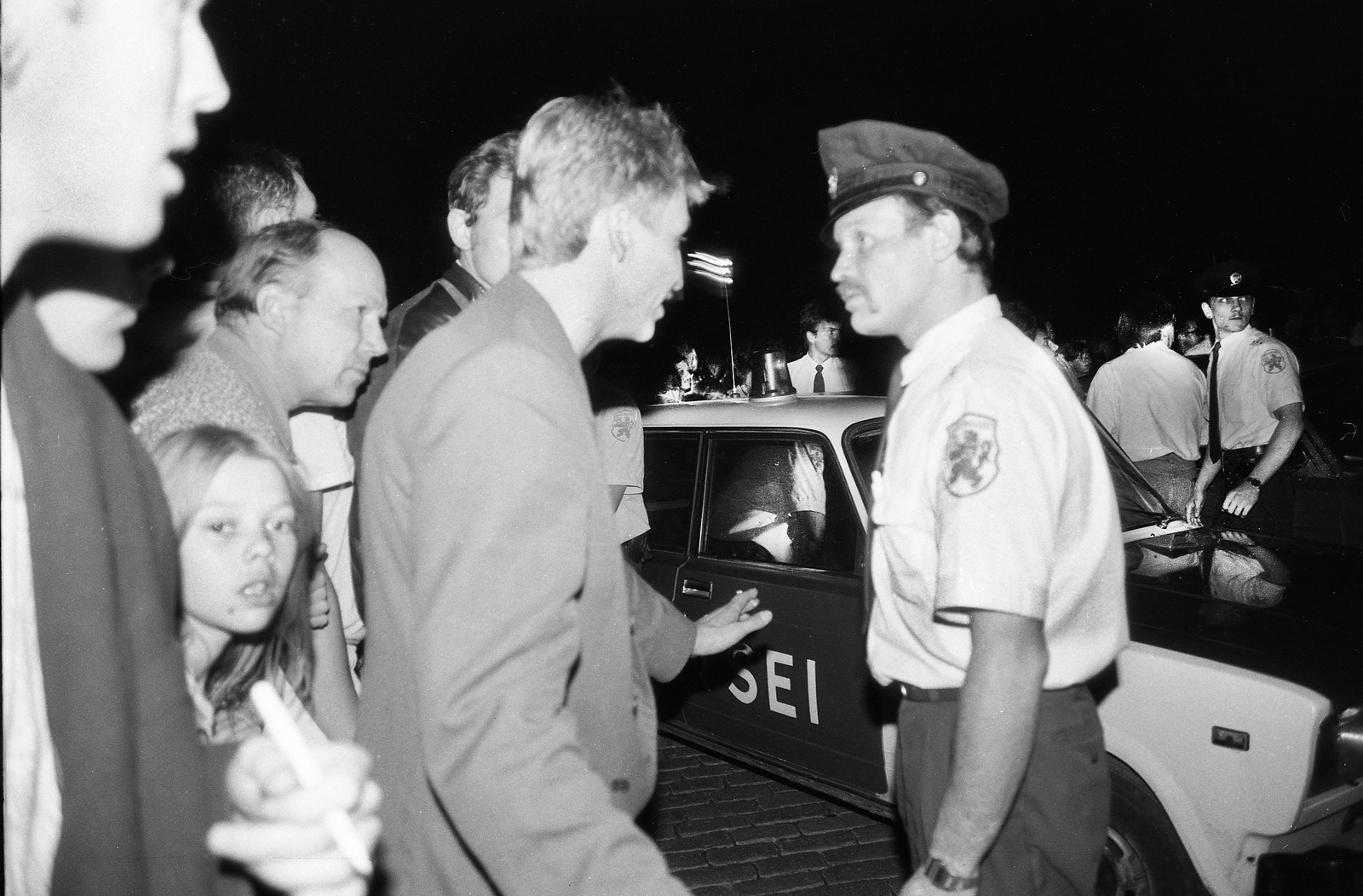
Сотрудник полиции в 1992 году (на фоне виден полицейский ВАЗ)
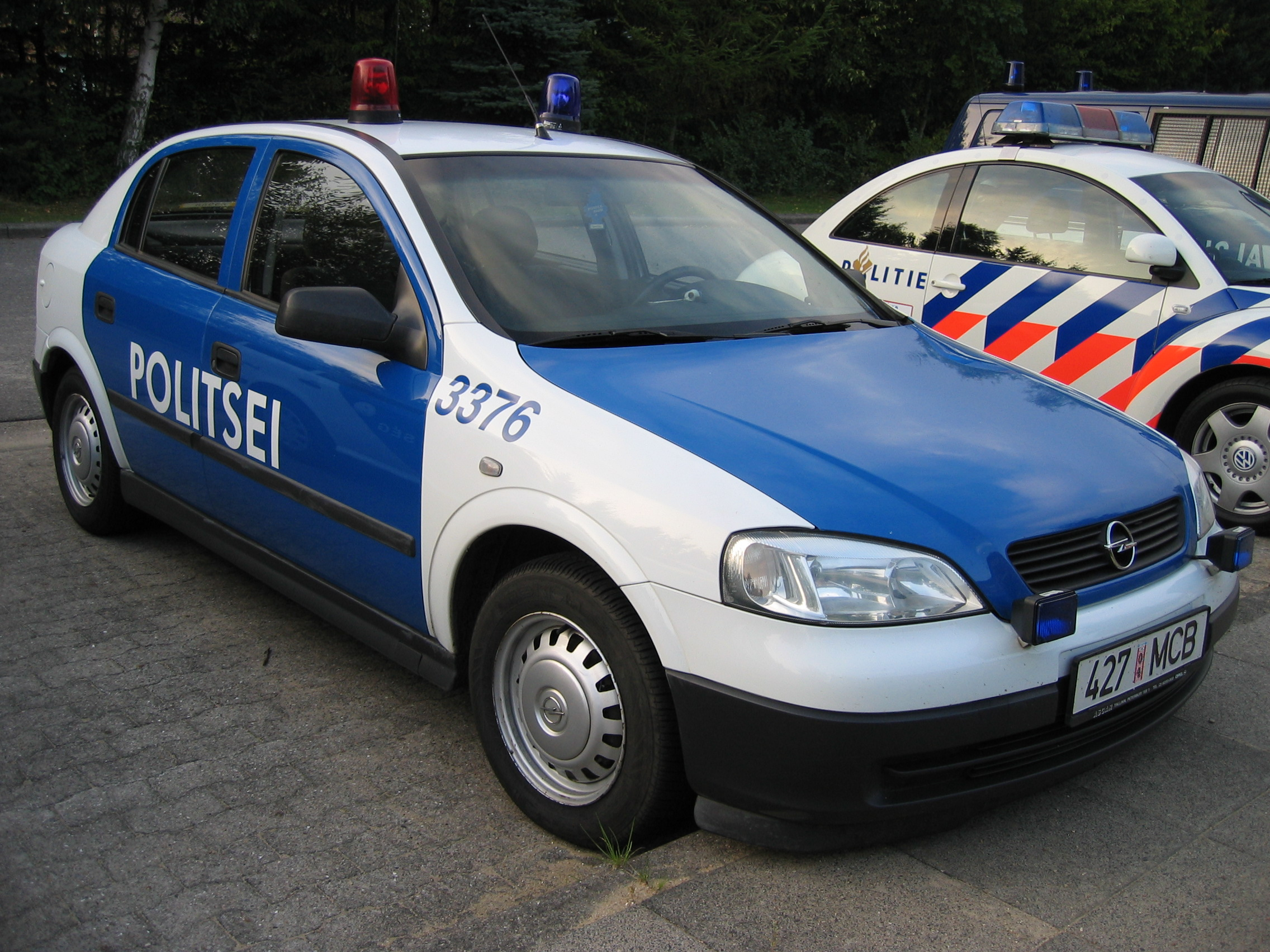
Полицейский автомобиль начала 2000-х
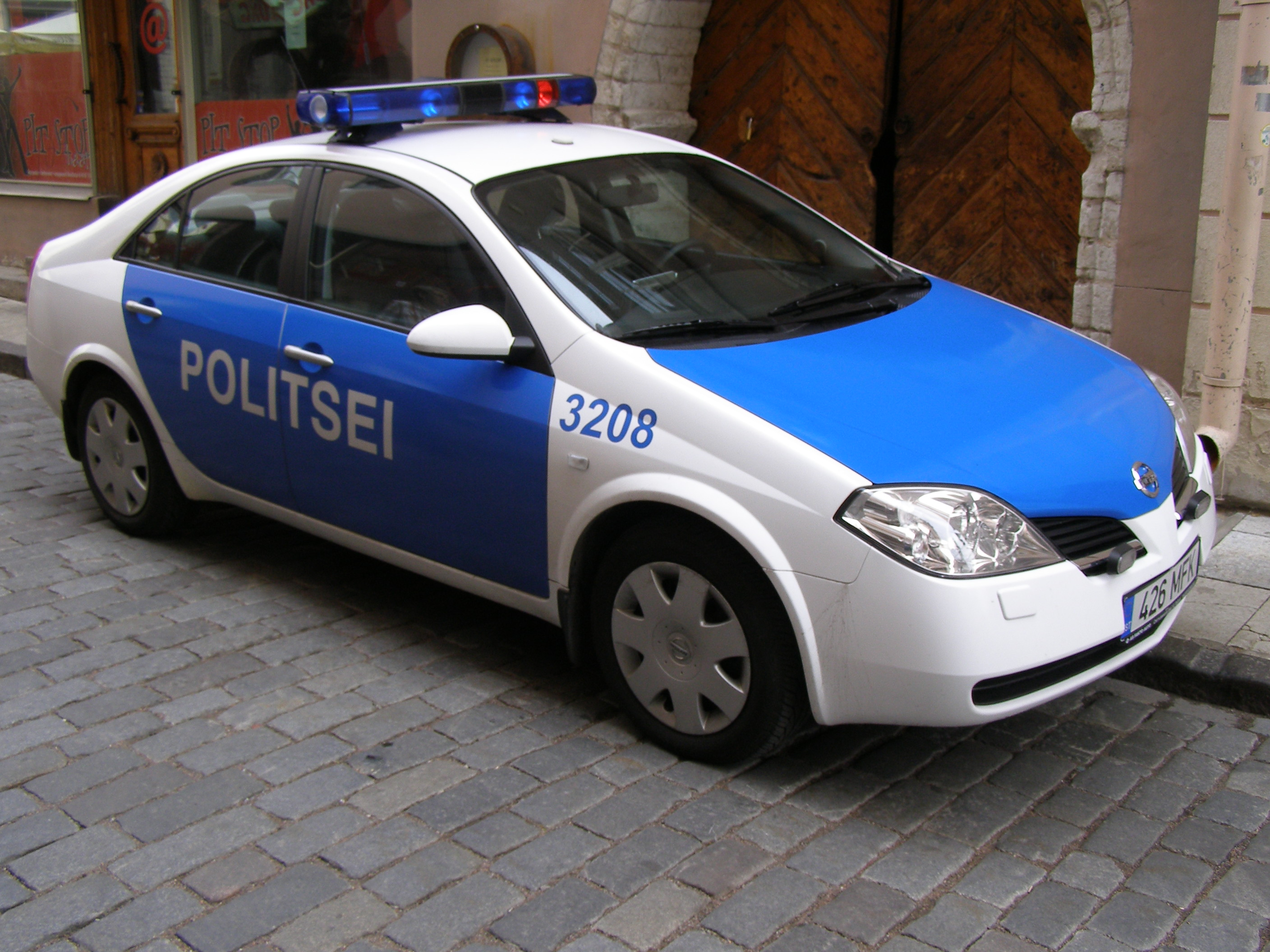
Полицейский автомобиль конца 2000-х
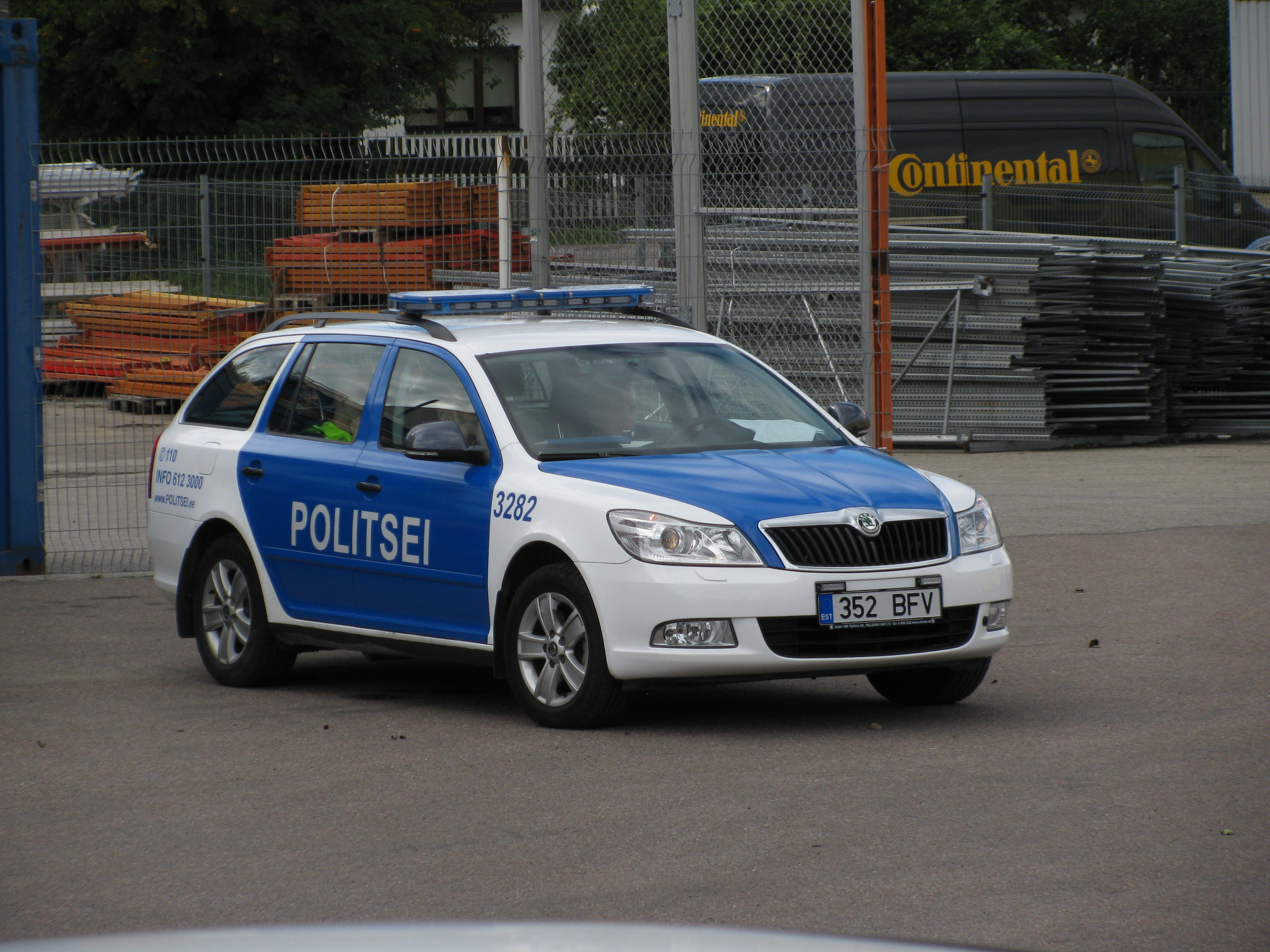
Полицейский автомобиль начала 2010-х
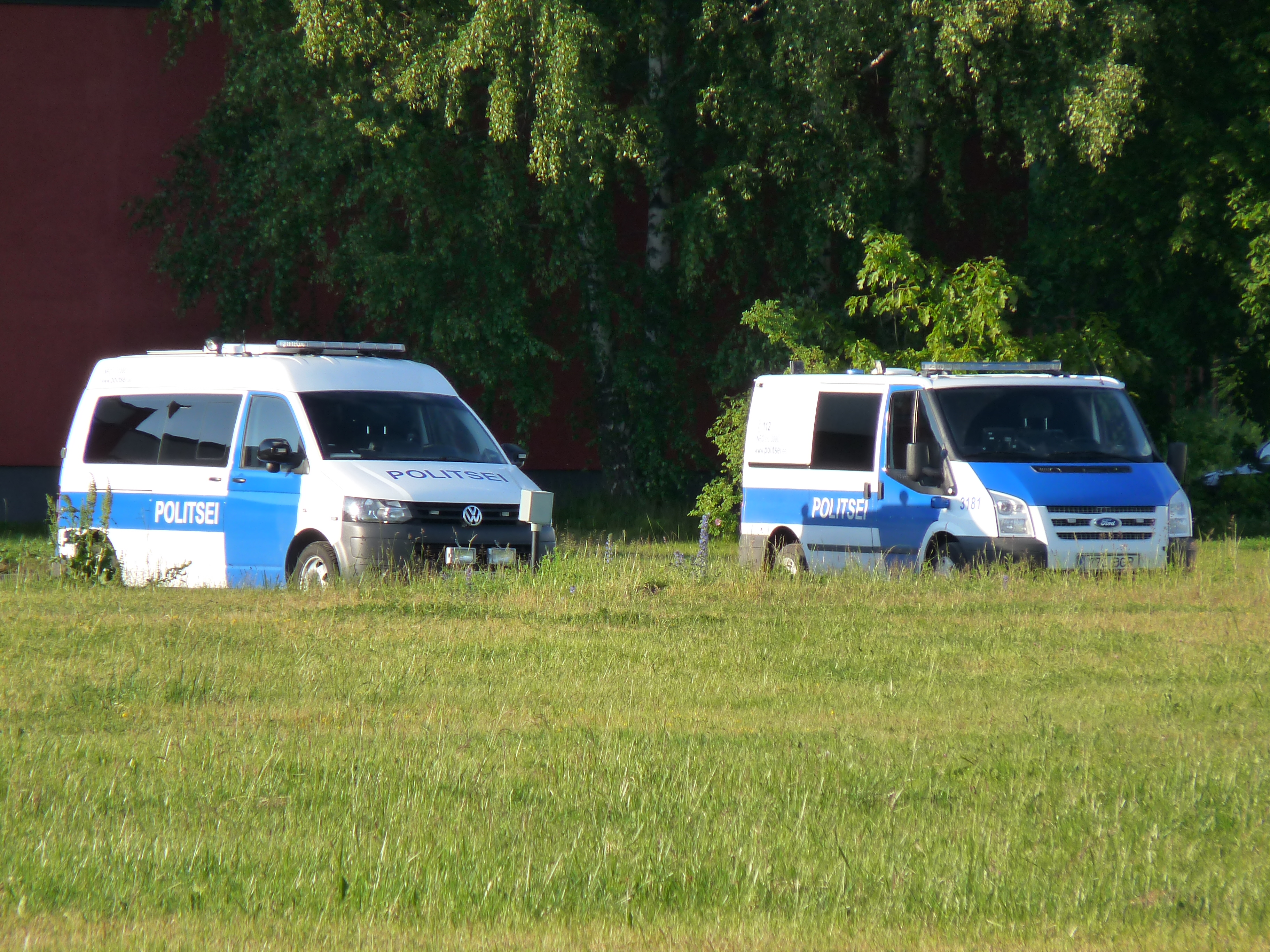
Полицейские микроавтобусы конца 2010-х
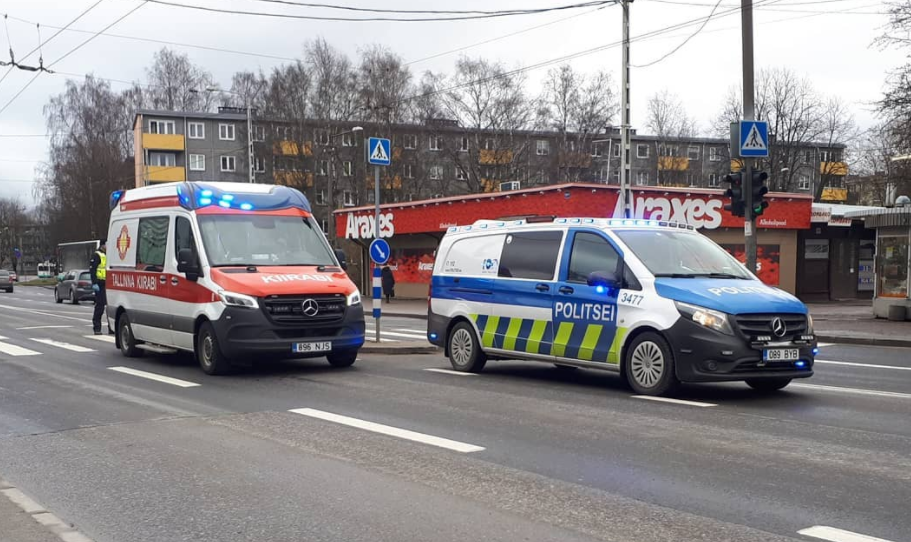
Скорая помощь и полицейский микроавтобус в 2021 году
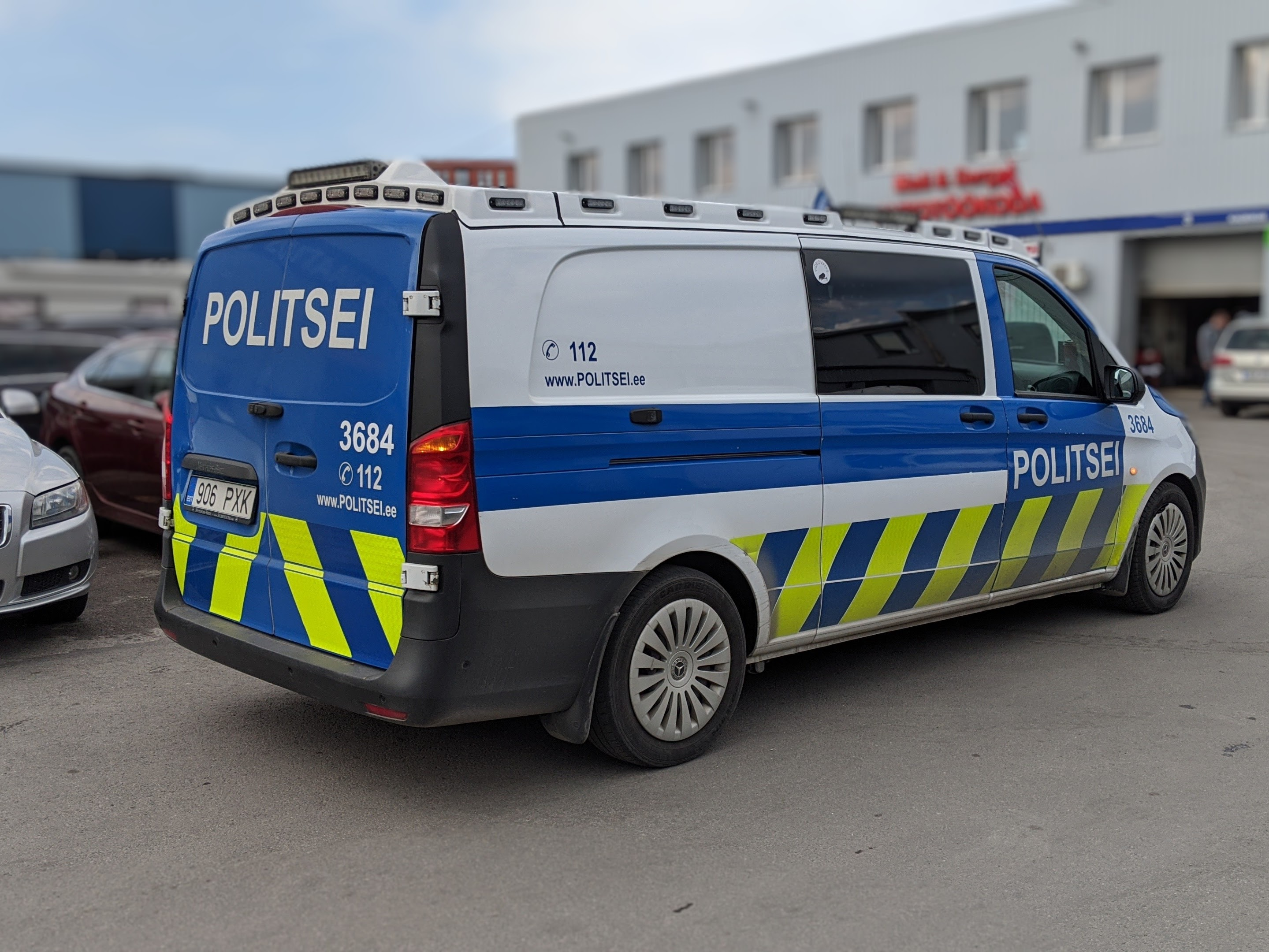
Mercedes-Benz Vito
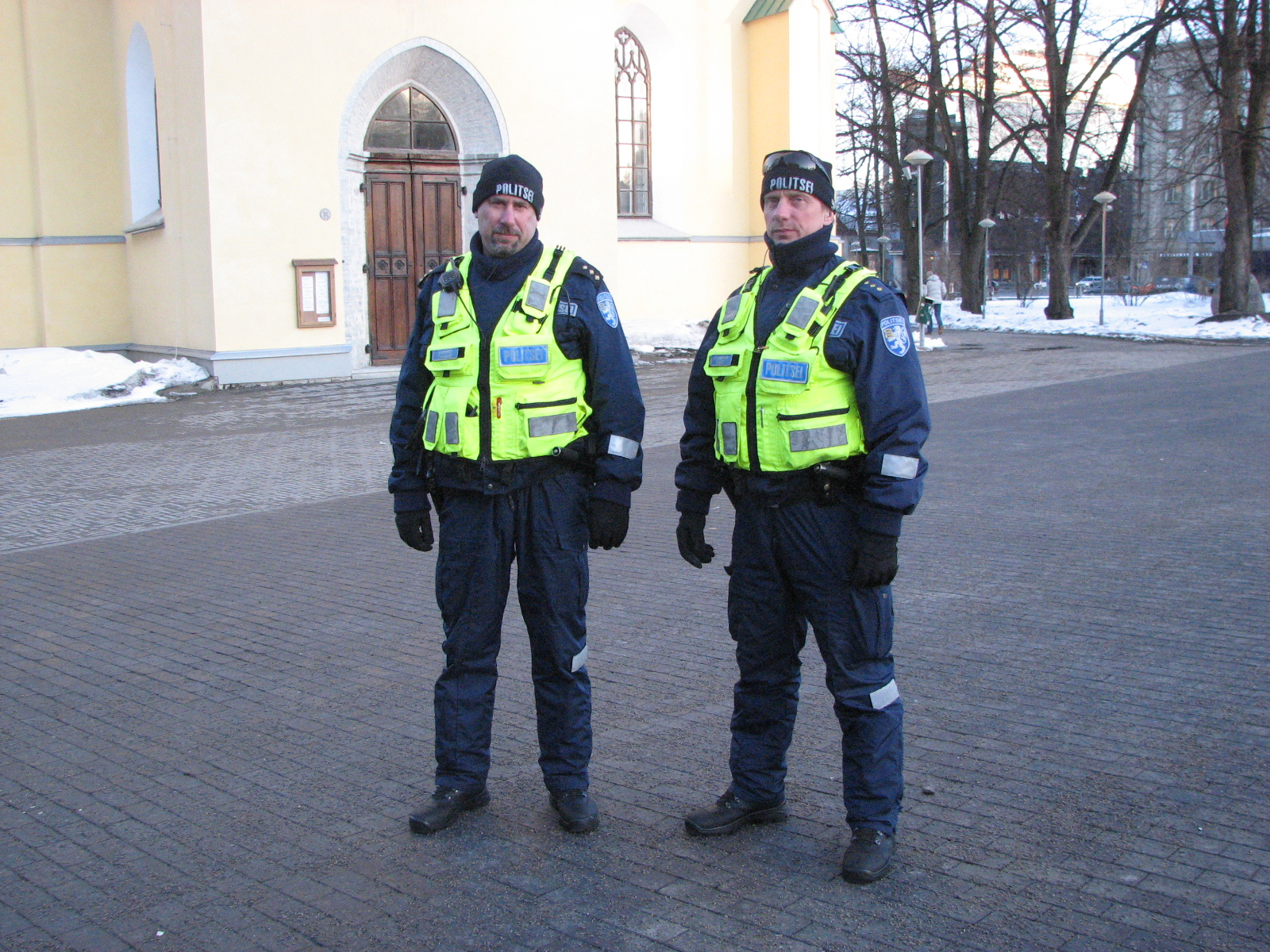
Сотрудники полиции в 2011 году
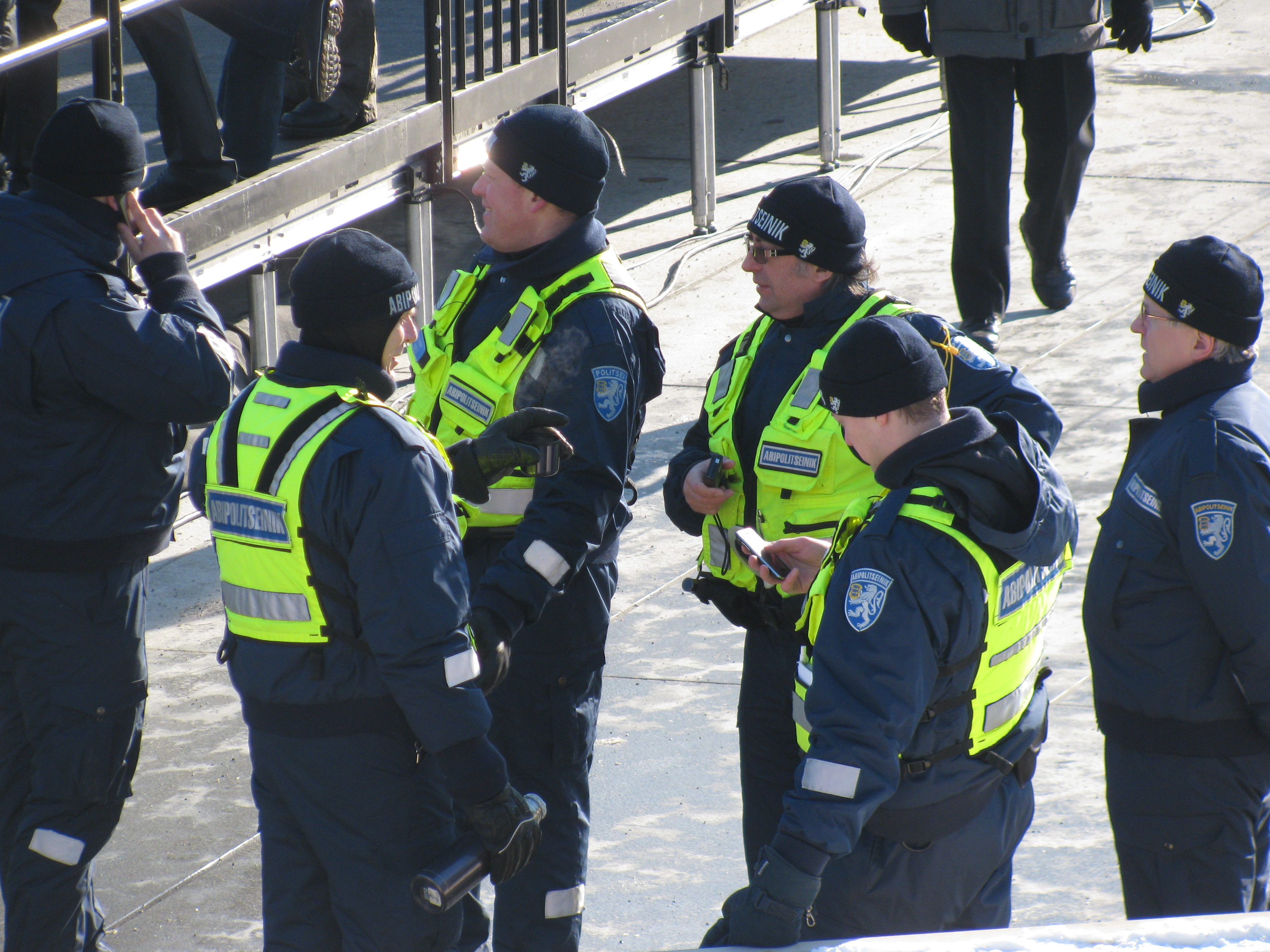
Добровольные помощники полиции
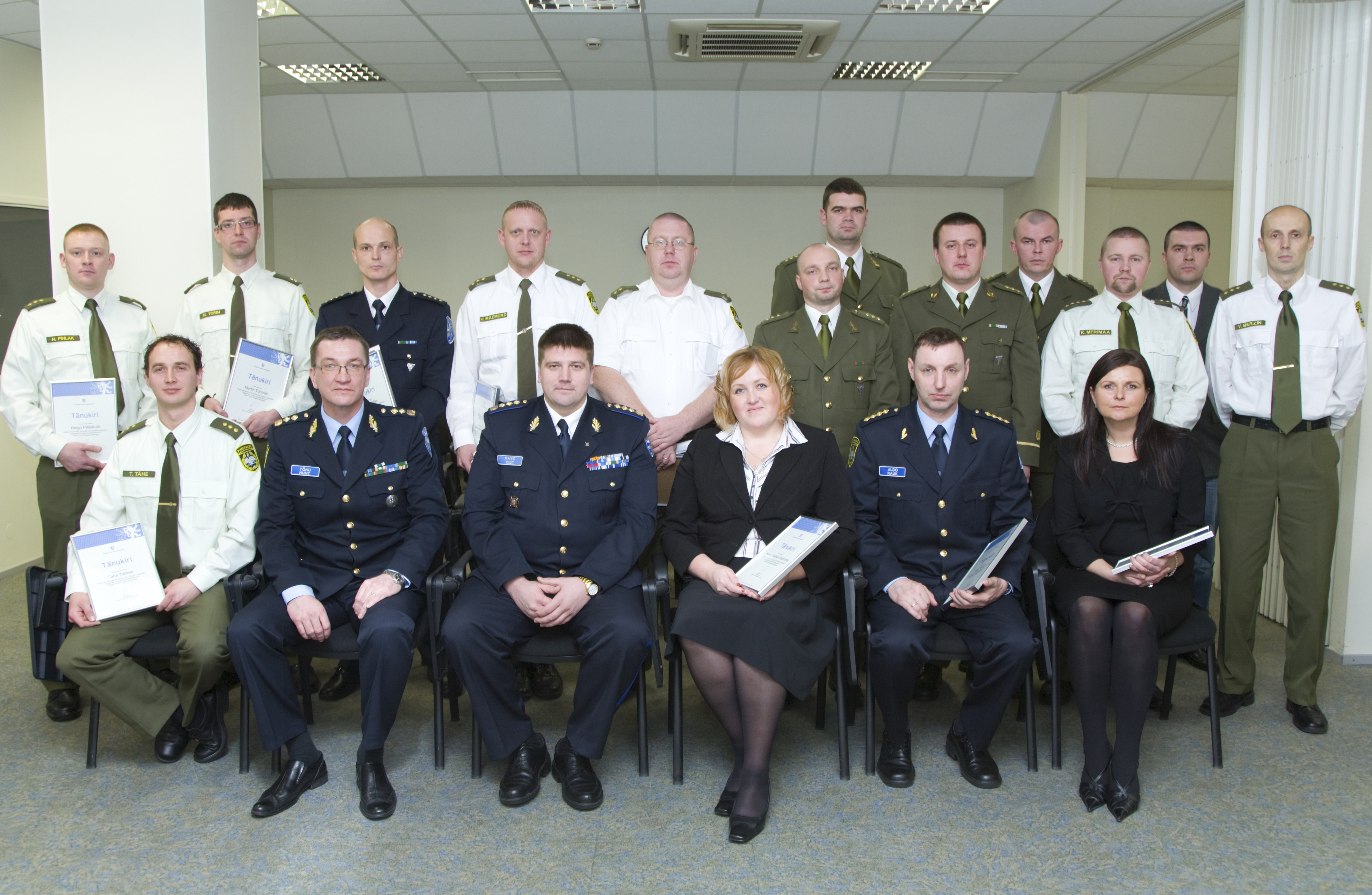
Сотрудники объединённых полиции и пограничной охраны в 2011 году